# Avaz Újságkiadó Ház
Az Avaz Újságkiadó Ház (eredeti név: Novinsko-izdavačka kuća Avaz) Bosznia-Hercegovina legnagyobb sajtóvállalata. Ez a cég adja ki a Dnevni avazt, az ország legnagyobb példányszámú napilapját.
Az Avaz vállalatot Fahrudin Radončić, egy Montenegróból származó bosnyák nemzetiségű üzletember alapította 1995-ben. A cég székhelye Szarajevó 2005-ben elkészült, impozáns Avaz Business Center nevű magasházában van.
A sajtóbirodalom tagjai:
- Dnevni avaz (napilap)
- Express (magazin)
- Azra (magazin)
- Avaz Sport
- Avaz Business Center (irodaház)
- Avaz Twist Tower (toronyépület; építés alatt)
- Radon Plaza Hotel